# 刚尼乌帕齐拉
刚尼是孟加拉国的一个乌帕齐拉，位於該國西南部庫爾納專區的梅黑尔布尔县。

## 人口
據1991年孟加拉國人口普查，剛尼共有人口229138人，其中男性佔比51.05%，女性48.95%；成年人口117027人。該地7歲以上人口之平均識字率為21%。 